# Christian Roetzel

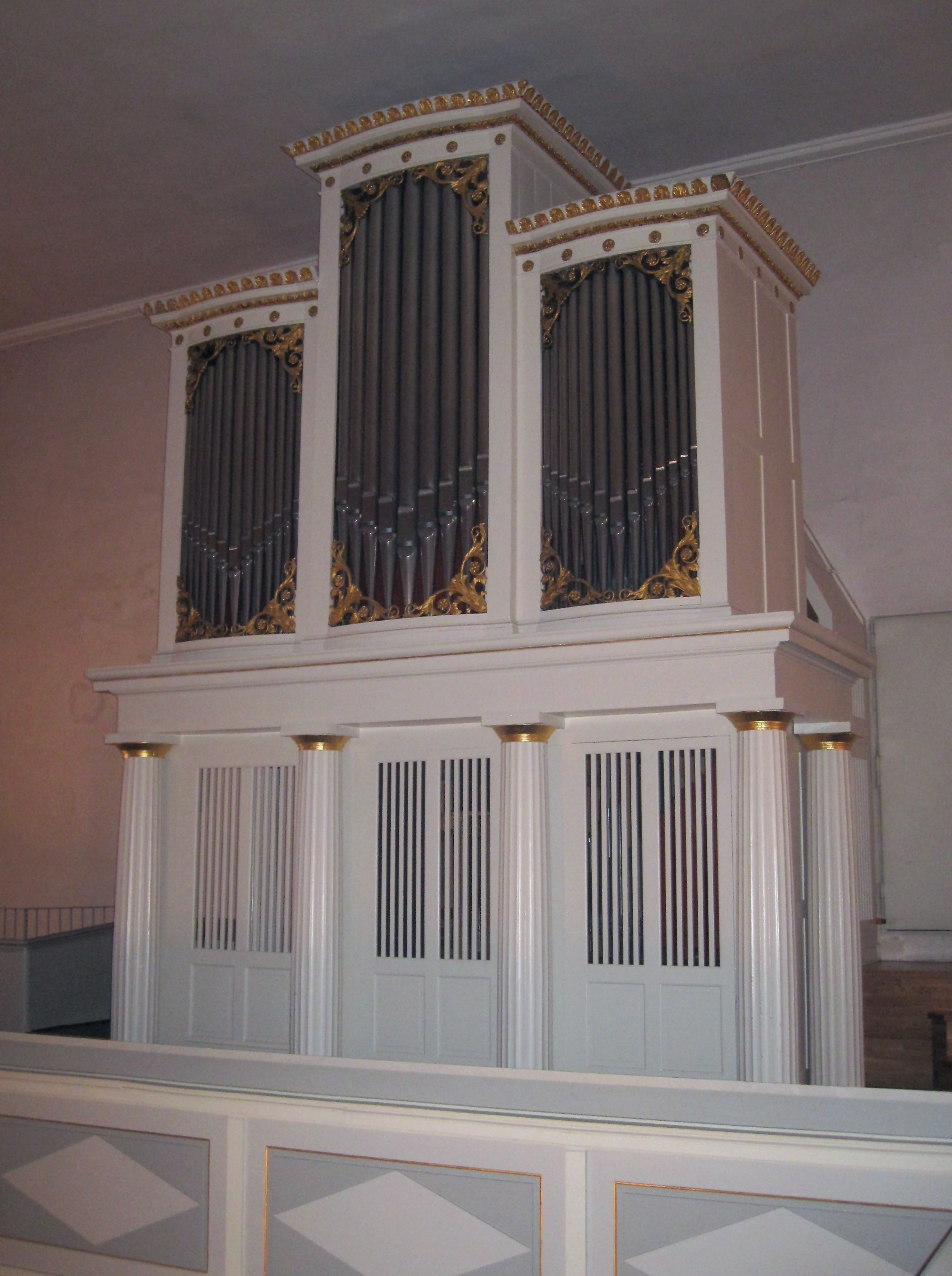
Orgel aus dem Jahr 1828 in der Margarethenkirche Kierspe

Georg Wilhelm Christian Roetzel (* 1776; † 1867) war ein Orgelbauer im oberbergischen Land.
Roetzel war ein Sohn des aus Altenkirchen im Westerwald stammenden Sigismund Andreas Ernst Roetzel (1728–1807), der ebenfalls Orgelbauer war und die Tochter Anna Katharina des Freckhausener Orgelbauers Johann Henrich Kleine (1693–1773) geheiratet hatte. Er war 1793–1798 Lehrling bei seinem Onkel Johann Christian Kleine und arbeitete danach als Geselle in Kassel, Hannover und Leipzig. Er kehrte im Jahre 1800 nach Freckhausen zurück, übernahm 1803 die Werkstatt des Onkels und verlegte diese 1806 nach Alpe.
Er schuf unter anderem die Orgeln in der St.-Georgs-Kirche in Hattingen sowie in der ehemaligen Missionskirche in Wipperfürth-Kreuzberg (1829–1832).
Sein Sohn war der Orgelbauer Daniel Roetzel (* 1830; † 1917).